# セルゲイ・レベデフ (サッカー選手)
セルゲイ・レベデフ (ラテン文字:Sergey Lebedev, Sergei Lebedev、ロシア語: Сергей Лебедев、1969年1月31日- ) は、ウズベキスタンのプロサッカー選手、サッカー指導者。現役時のポジションはMF。

## 概要
レベデフはサッカーウズベキスタン代表に1994年から2001年まで選出され、34試合に出場、10ゴールを挙げた。AFCアジアカップ1996、AFCアジアカップ2000にも出場した他、1998 FIFAワールドカップ・アジア予選、2002 FIFAワールドカップ・アジア予選にも出場している。